# Daniel Bernmar
Carl Daniel Bernmar, född 12 november 1982 i Härlanda församling i Göteborg, är en svensk politiker och kommunalråd för Vänsterpartiet i Göteborgs kommunstyrelse sedan 2014. Sedan 2022 är han kommunstyrelsens förste vice ordförande i Göteborgs kommun och kommunalråd med ansvar för idrott och föreningsliv, demokrati, mänskliga rättigheter och jämställdhet. Hans morfar var idrottsledaren Anders Bernmar.
Bernmar figurerade 2020 i diskussionerna om partiledaren Jonas Sjöstedts efterträdare, men meddelade att han inte var aktuell då han ansåg att en kvinna borde få posten.

## Del av rödgrönrosa styret 2014–2018
Daniel Bernmar var en del av den rödgrönrosa ledningen som styrde kommunen mandatperioden 2014–2018 och ansvarade för äldre-, demokrati- och idrotts- och föreningsfrågor. Tidigare var han ordförande i Örgryte-Härlandas stadsdelsnämnd och ersättare i Göteborgs kommunfullmäktige. Bernmar är tjänstledig från sin tjänst som doktorand på Förvaltningshögskolan vid Göteborgs universitet.

## Oppositionsledare i Göteborg 2018–2022
Valet 2018 innebar stora framgångar för Vänsterpartiet Göteborg, som fick 12,6 procent av rösterna.
Efter valet 2018 bildade Vänsterpartiet, Miljöpartiet och Feministiskt initiativ i Göteborg ett eget block, utan Socialdemokraterna. Det nya rödgrönrosa blocket utgjorde största oppositionskonstellation och Bernmar blev därmed oppositionsledare.

## Kommunalråd i rödgröna styret 2022–
I valet 2022 gick Vänsterpartiet Göteborg kraftigt framåt i kommunvalet och gjorde sitt bästa val på över 70 år med 15,8 % av rösterna.
Efter valet 2022 bildade Vänsterpartiet, Socialdemokraterna och Miljöpartiets styre av Göteborgs kommun, med Jonas Attenius (S) som kommunstyrelsens ordförande. Daniel Bernmar är ett av tre kommunalråd från Vänsterpartiet, tillsammans med Jenny Broman och Marie Brynolfsson.

## Sextimmarsdagen
Daniel Bernmar har särskilt profilerat sig i frågan om sex timmars arbetsdag efter att ett försök om arbetstidsförkortning initierades 2014 på det kommunala äldreboendet Svartedalen. Försöket har fått stor internationell uppmärksamhet.